# 日本人也不知道的日本語
日本人也不知道的日本語（日语：／ Nihonjin no shiranai nihongo）是一部由海野凪子创建原案、蛇藏绘制并组织的随笔漫画（エッセイ漫画），曾在yorimo（读卖新闻运营的会员制门户网站）上连载四格漫画及竞猜。单行本至2013年8月為止，已由Media Factory发行出版四卷。2010年改编成同名电视剧。

## 登場人物
凪子老師
認真回答學生質樸且狂熱的疑問且勇於面對學生突如其來的提問的熱血日語老師。
蛇藏（蛇蔵）
本作漫畫家，原為文案。為在日語學校以外所發生關於日語的事解說為主。第4集與凪子老師同行，探訪在海外學習日語的外國人。
傑克（ジャック）
美國男性，褐色膚色黑頭髮的社會人士。日語能力好到不需要再來上課的程度，但為了想要更進一步學習，仍繼續到學校的認真學生。不過，受到所持有的字典影響，會使用相當古老的日語。
艾蓮（エレーン）
瑞典女性，看過黑澤明的電影後成為了時代劇迷而來到日本。與同樣喜歡電影的瑪麗是好朋友。
瑪麗（マリー）
法國女性，出身上流社會，本身是黑道電影迷，以DVD作為學習日語的教材，在對話中經常會夾雜黑道用語。
路易（ルイ）
義大利男性，冷酷性格的美少年，因為喜歡日本動漫而來到日本。
麥克（マイケル）
個人主義很強的美國青年男性。
戴安娜（ダイアナ）
俄羅斯美女。
王（おう）
大胃王中國男性，來自廣東省。
郭（かく）
喜歡打電動的中國男性。不知何故態度很高傲。
趙（ちょう）
認真性格的中國男性。對同班同學戴安娜有好感。
金（キム）
韓國男性，日語程度比他的日本人朋友還要好。
蘭（ラン）
越南女性，很喜歡百圓店。
瑪莉亞（マリア）
意大利女性。漢字的寫法獨特。
阿里（アリ）
阿拉伯聯合酋長國青年男性，非常富有。
安東尼奧（アントーニオ）
開朗的義大利人。對於免治馬桶能夠將排便後的肛門部位清洗乾淨、能夠安心使用日本街頭自動販賣機、及日本人的「謙遜的美德」一面相當感動。
金氏姐弟
韓國出身。雖然姐姐的性格很要強，但是也因此變得可以好好的用日語講話。弟弟在姐姐面前會抬不起頭。
克拉拉（クララ）
德國人女性。在日本的這幾年自畫像隨日本漫畫風潮而有所變化，相當喜愛落語知道許多連日本人都不知道的單字，但對日語會話細膩的表達方式感到難以適從。2位作者的共同友人。
史蒂夫（スティーブ）
美國出身。喜歡『魯邦三世』、穿著和魯邦一樣的紅色夾克與黃色領帶。
里卡多（リカルド）
來自南美洲某國的青年。對於汽車在交叉路口最自然減速，及日本治安良好留下深刻印象。
黄（こう）
中國人女性。非常喜歡歷史的歷史通，對沖田總司非常憧憬。
卡翠琳（カトリーヌ先生）
凪子老師的同事，日語教師。本身是土生土長的日本人。

## 出版書籍
台灣代理版本譯為「日本人也不知道的日本語」。
| 卷數 | Media Factory | Media Factory          | 麥田出版     | 麥田出版               |
| 卷數 | 發售日期      | ISBN                   | 發售日期     | ISBN                   |
| ---- | ------------- | ---------------------- | ------------ | ---------------------- |
| 1    | 2009年2月20日 | ISBN 978-4-8401-2673-1 | 2012年5月6日 | ISBN 978-9-8617-3771-3 |
| 2    | 2010年2月19日 | ISBN 978-4-8401-3194-0 | 2012年6月1日 | ISBN 978-9-8617-3778-2 |
| 3    | 2012年3月9日  | ISBN 978-4-8401-4354-7 | 2014年8月7日 | ISBN 978-9-8634-4151-9 |
| 4    | 2013年8月2日  | ISBN 978-4-8401-5268-6 |              |                        |

## 电视剧

### 简介
本剧于2010年7月15日至9月30日在日本电视台周四晚间连续剧档播放。广告标语为：。2010年11月26日6發行DVD-BOX。

### 登場人物

#### 光文学院 教職員
嘉納春子（仲里依紗）
23歲。流行雜誌讀者模特兒出身的原頂尖店員。以成為高中教師為目標，經秋元的介紹擔任日語教師的工作。
渋谷太陽（青木崇高）
26歲。日語教師經歷2年。具有體育部劍道老師的資格。
鹿取美雪（原田夏希）
25歲。日語教師經歷2年。身邊的人總是稱呼她凱薩琳老師。單戀涉谷老師。
秋元邦子（朝加真由美）
60歲。春子高中時代的恩師。現在在亡夫所經營的光文學院做校長。因腎臟問題一直在住院。以幫春子介紹高中教師的工作為條件，要求在光文學院做日語教師。
鷹栖一樹（池田成志）
42歲。日語教師經歷10年。曾做過公司的職員。很傲嬌。

#### 光文學院 学生
保羅（Paul，演員：Sethna Cyrus Nozomu）
25歲。來自英國。
傑克・鮑爾（Jack Powell，演員：Blake Crawford）
45歲。來自美國。
艾蓮（Elaine，演員：Camilla）
20歲。來自瑞典。
金麗（Jin Li，演員：ZOE）
20歲。來自中國。
戴安娜（Daiana，演員：Olga Alex）
22歲。來自俄羅斯。
鮑伯（Bob，演員：Mayor Akintoye）
24歲。來自美國。
盧卡（Luca，演員：Sebastiano Serafini）
19歲。來自意大利。
瑪麗（Marie，演員：Dasha）
52歲。來自法國。
王（Wang，演員：張沫）
21歲。來自中國。

#### 日語解説
- 川島潤哉
- 中谷龍
- 安藤聖

#### 客串角色
- 拉麵店店長藤森：阿南健治（第一話）
- 壽司店老闆：村松利史（第一話）
- 公車上的老婆婆：田畑百合（第一話）
- 兒童館裡的少女（回憶）：吉田素乃（第一話）
- 時尚雜誌「JAMMY」的模特兒：國保美貴、栗田萌 （照片、第一話）
- 家庭餐廳「Saizy's」店長樋口：東根作壽英（第二話）
- 家庭餐廳裡的女子高中生：齊藤莉奈、内田綾香（第二話）
- 關東煮店店主（花岡組組長）花岡：小林勝也（第三話）
- 路邊攤老闆（花岡組組員）藤田：加藤虎之介（第三話）
- 路邊攤老闆（花岡組組員）：柳橋朋典、川邊邦弘（第三話）
- 女僕美貴：龜井繪里（當時為早安少女組團員）（第四話）
- 女僕咖啡店店長：有川誠（第四話）
- 女僕Ribon：本人飾演[1]（第四話）
- 女僕宮葉：本人飾演[1]（第四話）
- 王的宿舍室友大谷：河原佐武（第五話）
- 私立半藏門高中教師向井文也：石黑英雄（第六話）
- 暴力脅迫婦女的犯人木村：津村知與支（第六話）
- 半藏門站前派出所的巡査：竹井亮介（第六話）
- 桃子：町田麻里（第七話）
- 酒吧「綠」媽媽桑：大島蓉子（第七話）
- 與鷹栖一起去看賽馬的朋友：犬飼若博、夏目慎也（第七話）
- 保羅打工的酒吧女性客人：中村絢香、大久保綾乃、福田彩乃（第七話）
- 鹿取酒廠董事長鹿取靜子：Lily（第八話）
- 綾香：小島藤子（第九話）
- 香：内海美穗（第九話）
- 良太：武井證（第十話）
- 柴田幸秀：春日由輝（第十一話）
- 刑事：若杉宏二（第十一話）
- 派出所巡査：藤田秀世（第十一話）
- 黑道集團成員：渡邊裕樹（第十一話）
- 強尼：戴斯（第十一話）
- 東京入出境管理局的池上：近江谷太朗（最終話）
- 到區公所尋找春子的老夫婦：高橋征郎、箕浦康子（最終話）
- 新任日語教師海野凪子：松田沙紀（最終話）

### 工作人员
- 原作：「日本人也不知道的日本語」蛇藏&海野凪子（Media Factory刊）
- 監修：金田一秀穂、松井一美
- 劇本：泉吉紘、升本琢也
- 音樂：P.P.M（白石惠）
- 技術協助：VASC
- 製作總指揮：堀口良則、安藤親廣（ROBOT）
- 製作人：竹綱裕博、明石直弓（ROBOT）
- 導演：耶雲哉治（ROBOT）、爲川裕之、齊藤雄基（ROBOT）、川村直紀
- 製作公司：ROBOT
- 製作出品：讀賣電視台

### 標題
| 各集     | 播出日期      | 標題 | 劇本     | 導演     |
| -------- | ------------- | ---- | -------- | -------- |
| 第一話   | 2010年7月15日 |      | 泉吉紘   | 耶雲哉治 |
| 第二話   | 2010年7月22日 |      | 泉吉紘   | 耶雲哉治 |
| 第三話   | 2010年7月29日 |      | 泉吉紘   | 爲川裕之 |
| 第四話   | 2010年8月5日  |      | 泉吉紘   | 爲川裕之 |
| 第五話   | 2010年8月12日 |      | 升本琢也 | 齊藤雄基 |
| 第六話   | 2010年8月19日 |      | 泉吉紘   | 耶雲哉治 |
| 第七話   | 2010年8月26日 |      | 泉吉紘   | 耶雲哉治 |
| 第八話   | 2010年9月2日  |      | 泉吉紘   | 川村直紀 |
| 第九話   | 2010年9月9日  |      | 升本琢也 | 爲川裕之 |
| 第十話   | 2010年9月16日 |      | 升本琢也 | 爲川裕之 |
| 第十一話 | 2010年9月23日 |      | 泉吉紘   | 耶雲哉治 |
| 最終話   | 2010年9月30日 |      | 泉吉紘   | 耶雲哉治 |

| 讀賣電視台 週四晚間連續劇                  | 讀賣電視台 週四晚間連續劇                          | 讀賣電視台 週四晚間連續劇 |
| ------------------------------------------ | -------------------------------------------------- | ------------------------- |
|                                            | 日本人也不知道的日本語 （2010年7月15日 - 9月30日） |                           |
| プロゴルファー花 （2010年4月8日 - 7月8日） | FACE MAKER （2010年10月7日 - 12月30日）            |                           |